# Aulacomya atra
Aulacomya atra är en musselart. Aulacomya atra ingår i släktet Aulacomya och familjen blåmusslor. Utöver nominatformen finns också underarten A. a. maoriana.

## Bildgalleri

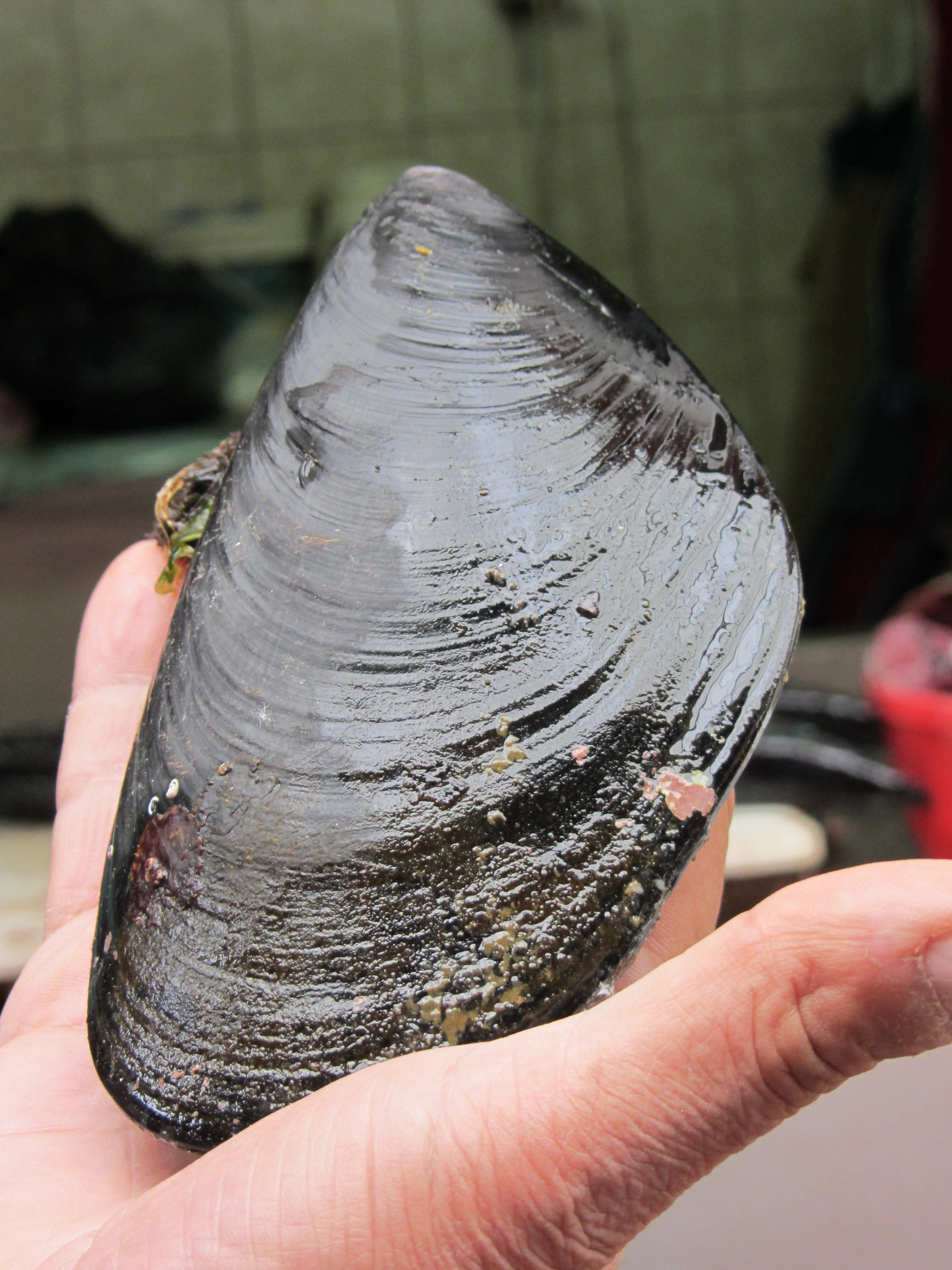
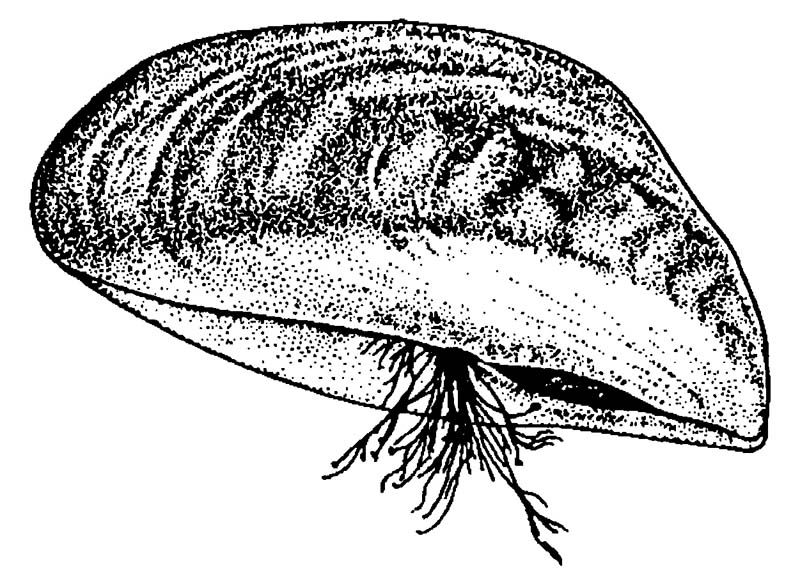